# Lonesome Crow
Lonesome Crow es el álbum debut de la banda alemana de hard rock y heavy metal Scorpions, publicado en 1972 por Brain Records. En 1970, algunas de sus canciones fueron grabadas por CCA Records para la banda sonora de la película antidrogas alemana Das Kalte Paradies, pero a pesar de que estimaron publicarlas, estas nunca salieron a la venta. Al poco tiempo, Scorpions ganó un concurso de bandas cuyo premio era un contrato de grabación con el sello Brain. Bajo la producción de Konrad Plank, el álbum se grabó en una sola semana en octubre de 1971. Con un sonido más cercano al hard rock y rock psicodélico, Lonesome Crow es el único trabajo de Scorpions en donde el guitarrista Michael Schenker funge como miembro permanente.
Luego de su lanzamiento, recibió reseñas mixtas a negativas por parte de la prensa especializada: la gran mayoría hizo hincapié en su falta de dirección y su mezcla de psicodelia y rock. No obstante, el trabajo de Michael como guitarrista y la canción «In Search of Peace of Mind» fueron los dos puntos mejor evaluados. Publicado inicialmente solo en Alemania, con el paso de los años se reeditó en los demás mercados, en ocasiones con otro título y diferente portada.

## Antecedentes
El guitarrista Rudolf Schenker y el batería Wolfgang Dziony fundaron la banda en 1965 en Hannover, en la aquel entonces Alemania Occidental. Llamados inicialmente Nameless, durante los siguientes años pasaron diferentes músicos y dieron varios conciertos en el norte del país, tocando versiones de algunas agrupaciones de la llamada invasión británica, principalmente de The Beatles y The Rolling Stones. En el otoño boreal de 1968, con el nombre actual, Scorpions estaba conformada por Rudolf Schenker (guitarra rítmica), Wolfgang Dziony (batería), Ulrich Worobiec (guitarra líder), Lothar Heimberg (bajo) y Bernd Hegner (voz). Más tarde, Worobiec y Hegner fueron despedidos y para reemplazarlos Rudolf invitó a su hermano menor Michael (guitarra) y a Klaus Meine (voz), ambos de The Copernicus, quienes ingresaron a Scorpions el 30 de diciembre de 1969.
Al poco tiempo después, comenzaron a componer sus propias canciones y optaron por escribirlas en inglés, ya que era la única manera de hacerse conocidos fuera de su país. En 1970, algunas de ellas fueron grabadas por CCA Records para la banda sonora de la película alemana antidrogas Das Kalte Paradies, pero pesar de que el sello independiente estimó publicarlas en un disco, estas finalmente nunca salieron a la venta. Sobre ese hecho, Meine mencionó que el estudio de grabación más bien estaba construido en el sótano de alguien y para nada era profesional. Desanimados por la situación, participaron en un concurso de bandas realizado en el Niedersachsen Halle de Hannover, cuyo premio era un contrato de grabación con Brain Records. Si bien obtuvieron el primer lugar, finalmente fueron descalificados por tocar muy fuerte. Afortunadamente, cuatro semanas después, el grupo que había logrado el primer puesto se había separado y por consiguiente les otorgaron el premio a ellos.

## Grabación
La grabación y mezla se realizaron en octubre de 1971 en los Star Studios de Hamburgo —en tan solo una semana— cuya producción quedó a cargo de Konrad Plank. Como Plank era conocido por ese entonces por su trabajo con varias bandas de krautrock, él tenía unas ideas para modificar la imagen y dirección del grupo; como por ejemplo, cambiar su nombre a Stalingrad. Meine recordó que «quería que nos vistiéramos con uniformes militares y luego nos arrastráramos al escenario. Creo que quería convertirnos en una especie temprana de Rammstein, con un espectáculo teatral», no obstante, la banda las rechazó. A pesar de aquello, tanto Scorpions como Plank tuvieron una buena relación, incluso, Meine recordó que fue el productor quien se ocupó de su contrato con Metronome, empresa matriz de Brain Records.

## Composición
Los cinco músicos recibieron créditos por la composición de las canciones, aunque Michael aseveró posteriormente que existe cierta desinformación al respecto. Por ejemplo, aseguró que compuso el tema «In Search of the Peace of Mind» solo en la cocina de su madre y aun así toda la banda fue acreditada. Además, desconocía quien escribió la letra, puesto que para ese entonces no sabía inglés. Cabe señalar que Lonesome Crow es el único disco de la banda en donde Michael funge como miembro permanente.
El sonido del álbum ha sido considerado como «una mezcla de ritmo pesado de Black Sabbath y préstamos sicodélicos», incluso, como «una mala combinación de Black Sabbath, Led Zeppelin y The Rolling Stones». En su análisis al disco, Taylor Carlson, de ZRockR, señaló que «I'm Going Mad» posee «ritmos tribales de tambores, cánticos, guitarras distorsionadas y otros elementos» que difieren de las habituales canciones de la banda y, en gran medida, es instrumental. Por su parte, el crítico Martin Popoff comentó que cuenta con «acordes prácticos y estruendosos». «It's All Depends» es una pista de hard rock con toques de blues, en donde se percibe la «vibra de Black Sabbath». «Leave Me» es «más lento y espeluznante (...) con teclados extraños, coros y cánticos igualmente inquietantes». Popoff señaló que es un  blues oscuro, en que las armonías vocales recuerdan al estilo de The Moody Blues, sin embargo, los efectos de los teclados es, en cierta manera, un añadido del krautrock por parte de Plank.
«In Search of the Peace of Mind» es «una extraña mezcolanza de sonidos musicales, que combina guitarras acústicas y eléctricas, pasando de suave y melódico a inquietante e intenso en cuestión de segundos», en donde Michael destaca con un solo de guitarra. Popoff la tildó de «extraña e inesperada pista de rock progresivo/krautrock». La misma destreza de Michael se repite en «Inheritance», aunque es «impulsado por un bajo pesado». Por su parte, «Action» contiene «algunas voces salvajes de Meine y algunos pasajes instrumentales intensos también», que trata sobre conducir rápido. La canción final, «Lonesome Crow», con una duración de más de trece minutos y «va por todos lados sin un verdadero sentido de dirección, pero es una experiencia musical tan rápida, frenética e interesante», inclusive posee un solo de bajo interpretado por Lothar Heimberg. Popoff señaló que cuenta con una «pizca de oscuridad y malhumor, pasajes de power chords, un ritmo jazzístico y toneladas del [estilo] chirrido de Michael». A su vez, la comparó con la canción «The Warning» de Black Sabbath.

## Lanzamiento y reediciones

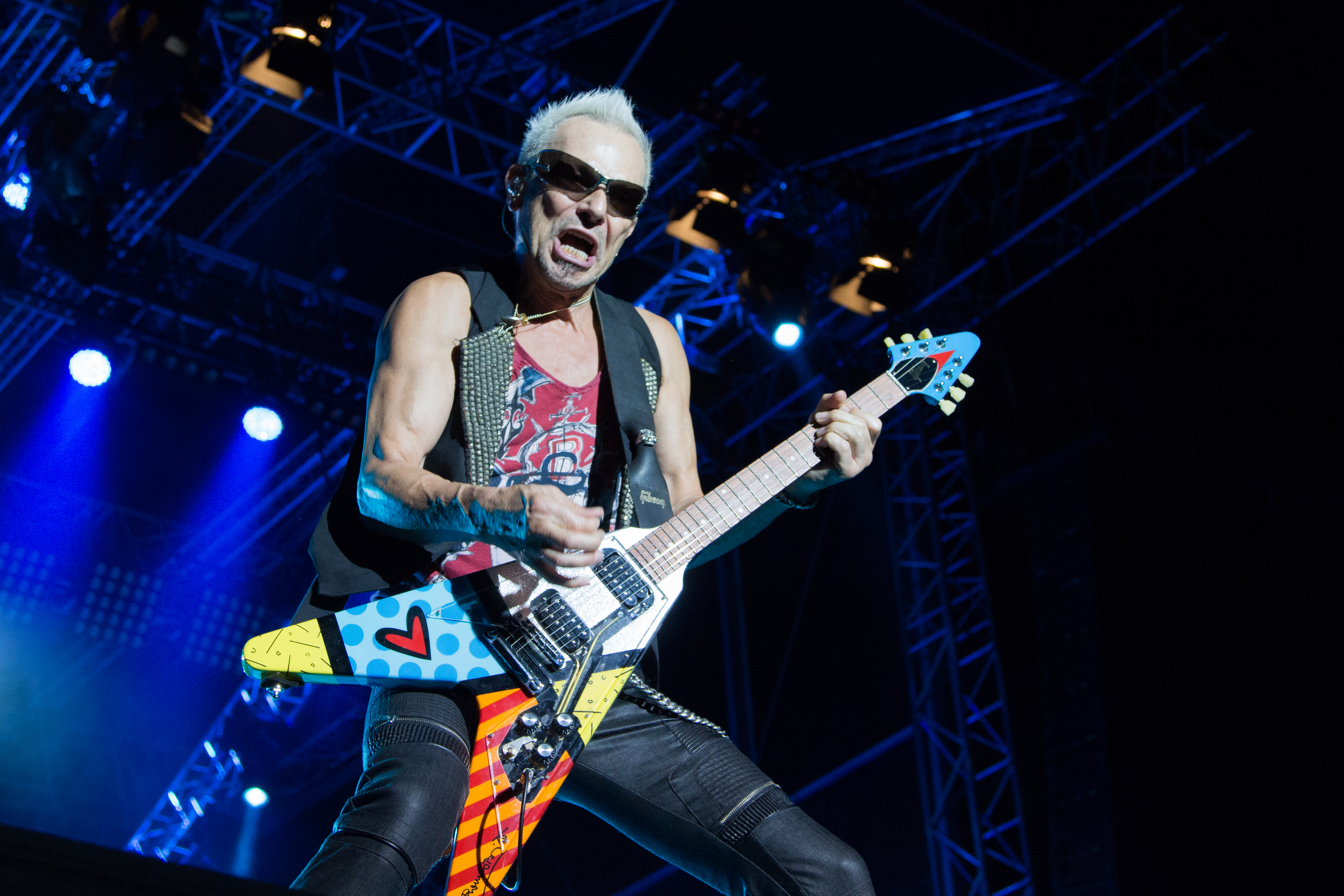
El guitarrista Rudolf Schenker fundó la banda en 1965

Lonesome Crow salió a la venta el 9 de octubre de 1972 a través de Brain Records. De acuerdo con Klaus Meine, una vez publicado vendió alrededor de 10 000 copias. Asimismo, cuando se editó en los Estados Unidos en 1973, un sello local independiente en Chicago logró vender cerca de 25 000 copias.
Con el paso de los años el álbum ha sido reeditado en varias oportunidades, a veces con distintos títulos y portadas. En 1977, Brain lo relanzó en dos ocasiones en Alemania, primero con el título de The Scorpions y luego como Gold Rock, mientras que en 1980 ocurrió lo mismo, aunque la primera versión se llamó Action y la segunda The Original Scorpions. Otras reediciones destacaron por tener una portada diferente al original, por ejemplo, la española de 1986 incluía a un escorpión dorado. Por su parte, la edición británica de 1982 presentaba a un escorpión atacando a unas ruinas, obra del ilustrador inglés Rodney Matthews.

## Promoción
Para promocionarlo, en enero de 1972 Brain editó en Alemania el sencillo «I'm Going Mad». Por su parte, el 26 de marzo del mismo año en Karlsruhe comenzó la gira Lonesome Crow Tour, que les permitió tocar por varias ciudades de la aquel entonces Alemania Occidental, en ocasiones como teloneros de Uriah Heep, Rory Gallagher y UFO. En junio de 1973, UFO persuadió a Michael para que se les uniera, así que Uli Jon Roth —guitarrista líder y amigo de Rudolf— los ayudó en algunos espectáculos. No obstante, él prefirió continuar con su banda Dawn Road, integrada además por Francis Buchholz (bajo), Jürgen Rosenthal (batería) y Achim Kirschning (teclados). Luego de una pausa de unos días, Rudolf Schenker y Klaus Meine ingresaron a la banda de Roth y optaron por continuar con el nombre de Scorpions. Con esta nueva alineación, la gira continuó hasta el primer trimestre de 1974, cuyo último concierto se celebró el 30 de abril de ese año en Hannover.

## Comentarios de la crítica
Lonesome Crow recibió reseñas mixtas a negativas por parte de la prensa especializada. La versión alemana del sitio UDiscover Music señaló que la «voz inmadura de Meine, la pronunciación alemana notable, las letras bastante sin sentido y algo de longitud (especialmente en la canción principal llena de baches)» no lo hacen un punto culminante en su carrera desde la perspectiva actual, pero «ha dado un primer paso hacia la supremacía del hard rock». Además, contó que no era de extrañar que se pase por alto, —la banda prácticamente nunca toca una de sus canciones— pero es «una placa de Petri emocionante y reveladora con todo lo que unos años más tarde debería llevarse a la perfección». Taylor Carlson, de la revista ZRockR, indicó que muestra a la banda carente de dirección pero con talento, pero «es la premonición de mayores éxitos futuros, y una interesante cápsula del tiempo para los fanes». Por su parte, Barry Weber, de AllMusic, lo consideró como una de sus producciones más débiles, «ni armónico ni interesante» y fue crítico con la voz de Klaus, a la que llamó «monótona y aburrida». No obstante, señaló que «Michael Schenker proporciona algunas melodías fuertes de guitarra». Rob Kemp, de Blender, estimó que era un «deslucido debut con olor a Deep Purple» y «In Search of the Peace of Mind» muestra la dificultad que tenía la banda con el inglés. El crítico Martin Popoff señaló que Plank le dio un «sonido sólido y fornido» a la producción, en donde la banda presenta una especie temprana de stoner rock que mezcla a The Amboy Dukes con el álbum debut de Black Sabbath.
La revista Kerrang! en su revisión a la reedición de 1981, también mencionó esta falta de dirección y aseguró que no se parecía en nada con la posterior música de Scorpions, aunque valía la pena si es que se estaba interesado en oír la manera de tocar de Michael en sus primeros años. El equipo de redacción de Classic Rock lo incluyó en su lista de 10 grandes bandas cuyos álbumes debut no era tan buenos y lo definió como un poco curioso y muy psicodélico, en donde Scorpions aún buscaba una dirección. A pesar de aquello, destacó los solos de guitarra de Michael, la canción «In Search of the Peace of Mind» y, en general, lo llamó un «álbum que tiene valor musical». Malcolm Dome, de la misma publicación, lo posicionó en el lugar dieciséis en su lista de los mejores álbumes de la banda. De igual manera, Eduardo Rivadavia, de Ultimate Classic Rock, lo calificó en el décimo puesto y en su reseña señaló que al igual que muchas bandas debutantes, Scorpions «careció de sazón y dirección», cuyo sonido estaba más ligado a la psicodelia y algo del krautrock más que al hard rock y destacó a Michael Schenker. A diferencia de sus colegas, Chris Westwood, de Record Mirror, realizó una crítica bastante positiva, ya que lo llamó un «artefacto importante en donde sembraron las semillas para momentos mayores (más contemporáneos) de gloria y triunfo». También resaltó los temas «Action» y «Lonesome Crow» y detectó «características de Cream, Black Sabbath y Led Zeppelin fusionadas con éxito con el experimento vanguardista alemán de finales de los sesenta».

## Lista de canciones
Todas las canciones escritas por Dziony, Meine, R. Schenker, M. Schenker y Heimberg.

| N.º | Título                           | Escritor(es) | Duración |  |
| 1.  | «I'm Going Mad»                  |              | 4:56     |  |
| 2.  | «It All Depends»                 |              | 3:30     |  |
| 3.  | «Leave Me»                       |              | 5:06     |  |
| 4.  | «In Search of the Peace of Mind» |              | 5:00     |  |
| 5.  | «Inheritance»                    |              | 4:41     |  |
| 6.  | «Action»                         |              | 3:57     |  |
| 7.  | «Lonesome Crow»                  |              | 13:30    |  |

## Créditos
| - Klaus Meine: voz - Michael Schenker: guitarra líder y coros - Rudolf Schenker: guitarra rítmica y coros - Lothar Heimberg: bajo y coros - Wolfgang Dziony: batería y coros | - Konrad Plank: productor - Wandrey's Studio: diseño, fotografía e ilustración |

Fuente: Página oficial de Scorpions y Discogs.